# Животът на Галилей
„Животът на Галилей“ (на немски: Leben des Galilei) е пиеса от немския драматург Бертолт Брехт (1898-1956), публикувана на немски през 1943 г.
В основата на нейния сюжет са последните години от живота на италианския учен Галилео Галилей (1564-1642) и неговият конфликт с Римокатолическата църква. Пиесата засяга теми като конфликтът между догмите и науката, както и твърдостта на характера пред подтисничеството.
Бертолт Брехт започва да работи върху пиесата още в началото на 30-те години, преди да емигрира от Германия. Основната част е написана през 1938, когато той пребивава в Свендборг, Дания. След като пристига в Съединените щати, Брехт преработва пиесата в сътрудничество с актьора Чарлс Лотън и тя е публикувана за пръв път на английски под името „Галилео“ (1940). Поставена е за пръв път в Лос Анджелис през 1947 под режисурата на Джоузеф Лоузи, който през същата година и през 1975 прави и филми по пиесата.
След завръщането си в Източна Германия Брехт преработва текста и „Животът на Галилей“ е поставена за пръв път на немски в Кьолн през 1955.
Пиесата „Животът на Галилей“ е публикувана на български в преводи на Венцеслав Константинов (1964) и Димитър Стоевски (1966).